# Hoehnea
Hoehnea, biljni rod iz porodice usnača smješten u podtribus Clinopodiinae, dio tribusa Saturejeae, potporodica Nepetoideae.
Sastoji se od 4 priznatih vrsta iz južnog Brazila (4 vrste, 3 endema) i Paragvaja (jedna vrsta). Tipična je Keithia scutellarioides Benth., sinonim za Hoehnea scutellarioides. Kritično ugrožena vrsta prvi puta opisana kao Hoehnea grandiflora, , 2020. uključena je u rod Rhabdocaulon, kao Rhabdocaulon grandiflorum.

## Etimologija
Ime roda Hoehnea je u čast Frederica Carlosa Hoehnea (1882-1959), koji je bio brazilski botaničar.

## Vrste
1. Hoehnea epilobioides (Epling) Epling; Brazil (Paraná, Rio Grande do Sul); Paragvaj.
2. Hoehnea minima (J.A.Schmidt) Epling
3. Hoehnea parvula (Epling) Epling
4. Hoehnea scutellarioides (Benth.) Epling

## Sinonimi
- Keithia Benth.; Labiat. Gen. Spec. 409 (1834)